# Эдирне (вилайет)
Вилайет Адрианополь или Вилайет Эдирне (Одринская Фракия; осм.: ولايت ادرنه, Vilâyet-i Edirne) — вилайет Османской империи.
Вийалет включал территории современной Европейской Турции, восточной части Западной Фракии и южные окраины юго-восточной Болгарии. В конце XIX века он имел площадь 67 800 км². После Адрианополя (население в 1905 составляло 80 000 жителей), важнейшими городами были Родосто (35 000), Гелиболу (25 000), Кырккилиссе (16 000), Искече (14 000), Чорлу (11 500), Димотика (10 000), Энос (8000), Гюмюльджине (Болгарское имя — Гюмюрджина) (8000) и Дедеагач (3000). На востоке граничил с Стамбулским вилайетом, Чёрным и Мраморным морями, на западе — с Салоникским вилайетом, на севере — с Болгарией, на юге — с Эгейским морем.

## Административное деление
Санджаки вилайета:
1. Санджак Эдирне
2. Санджак Кыркларели (Кырккилиссе)
3. Санджак Текирдаг (Текфурдаги)
4. Санджак Гелиболу
5. Санджак Дедеагач (между 1877—1912 и 1913)
6. Санджак Гюмюльджине (между 1877—1912 и 1913)
7. Санджак Филибе (Пловдив) (До 1878, затем стал частью Восточной Румелии)
8. Санджак Слимия (Ислимия, теперь Сливен) (До 1878, затем стал частью Восточной Румелии)